# پسکیرا بورومئو
پسکیرا بورومئو (به ایتالیایی: Peschiera Borromeo) یک کومونه در ایتالیا است که در استان میلان واقع شده‌است. پسکیرا بورومئو ۲۳٫۵ کیلومتر مربع مساحت و ۲۳٬۱۷۱ نفر جمعیت دارد و ۱۰۷ متر بالاتر از سطح دریا واقع شده‌است.